# Euneomys petersoni
El ratón chinchilla de Peterson, también conocido como ratón sedoso de Peterson o ratón chinchilla Peterson (Euneomys petersoni) es una especie de roedor miomorfo de la familia Cricetidae.

## Distribución geográfica
Se encuentra en Argentina y Chile.